# ときまる
ときまるは、福島県のテレビ朝日（ANN）系列局・福島放送(KFB)のマスコットキャラクターである。2006年6月1日、KFBの地上デジタル放送開始と同時に登場。2003年10月から2006年5月まで「えふ☆ビィ」を採用していたため、2代目である。

## 特徴
頭に3本の触角を持つ黄色いキャラクターで、それらの触角は電波になっており、それぞれ「過去」、「現在」、「未来」の電波を捕える。その電波で入手した情報は口の中にあるモニターで発信する。頬に付いている星のようなものは、ラッキースターで、触れた人間は幸せになるといわれている。

## プロフィール
- 名前：ときまる
- 出身地：宇宙のかなた
- 性別：たぶんオス[2]
- 星座：不明
- 血液型：不明
- 特技：反復横跳び[3]
- 入社歴：2006年